# Elio Schiavoni
Elio Schiavoni, pseudonimo di Angelo Aurelio (Venezia, 30 ottobre 1922 – Milano, 27 ottobre 2010), è stato un musicista, direttore d'orchestra e produttore teatrale italiano.

## Biografia
Nacque a Venezia ma si trasferì a Genova quasi subito con la famiglia e si diplomò in trombone al conservatorio iniziando la sua carriera come musicista e direttore d’orchestra per poi diventare, come agente e produttore, un grande protagonista del teatro italiano del secondo novecento.
Dopo la guerra entrò nell’orchestra sinfonica del “Teatro Carlo Felice” di Genova e poi in quella di Pippo Barzizza.
Iniziò l’attività di direttore d’orchestra dirigendo numerose riviste tra le quali “Paradiso per tutti” con Ugo Tognazzi.
Nel 1950 fondò, con Bruno Ventavoli, la compagnia di rivista ”Bataclan” e iniziò a produrre spettacoli facendo esordire nuovi talenti come Gino Bramieri, Nino Manfredi e Gianfabio Fosco.
Nel 1953 si trasferì definitivamente a Milano, sua città di adozione e di elezione.
Seguirono successi clamorosi: la rivista “S.P.Q.M.” (sono portentosi questi milanesi) al Teatro Odeon con Gino Bramieri, Raffaele Pisu, Lisetta Nava, “Quattro passi in galleria” rivista nata sull’onda dell’omonimo successo radiofonico, lo spettacolo evento “Il piccolo naviglio” con il mitico Buster Keaton al teatro Manzoni e, nel 1954 la trionfale tournée di Frank Sinatra. 

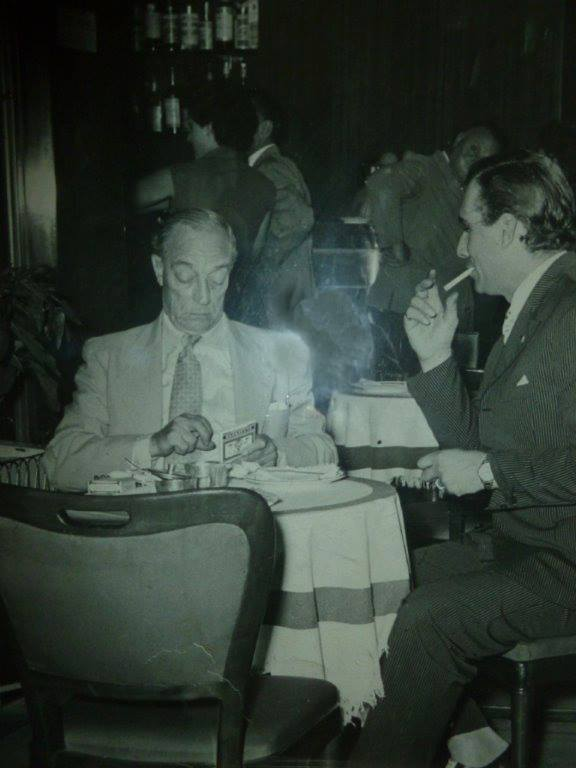
Elio Schiavoni con Buster Keaton nel 1954

Nel 1955 portò in Italia per la prima volta lo spettacolo sul ghiaccio che poi trasferì allo stadio Olimpico di Atene e che ebbe un grande successo internazionale.
Nelle estati del 1957 e 1958 organizzò e diresse grandi spettacoli di rivista al teatro all'aperto Colle Oppio di Roma. Nell'estate del 1959 assieme al marchese Bianchi aprì e gestì il teatro Arena alle Stelle a Genova .
Nel 1959 entrò a far parte della AST (Agenzia Spettacoli Teatrali) fondata da Remigio Paone con cui collaborò per molti anni. Contemporaneamente per un lungo periodo fu direttore artistico al music-hall Olympia di Milano.
Nei primi anni 60 costituì in proprio l’UTIM (Uffici Teatrali Italiani Milano) collaborando per quasi 50 anni con oltre cento teatri di Lombardia, Piemonte, Liguria e Svizzera italiana, fra questi il Manzoni, il Nuovo, il San Babila, il Carcano di Milano, il teatro Stabile di Torino, di Genova.
Nel 1975, in occasione del 30º anniversario dell'A.G.I.S, riceve il premio "Anziani del Teatro" per oltre 25 anni di ininterrotta attività professionale.
Ha programmato in esclusiva per oltre trent’anni, dal 1978 in avanti, il cartellone del teatro Manzoni di Milano.
Alla fine degli anni 60 una sua geniale intuizione: portare il grande teatro in provincia e permettere alla gente di non essere più costretta a spostarsi nelle grandi città per vedere gli spettacoli.
Dal primo matrimonio nel 1944 nacque Amedeo Duccio che seguì la carriera di musicista.
Dal secondo matrimonio con la ballerina Joan Innes-Ker nacque Robert, produttore teatrale.

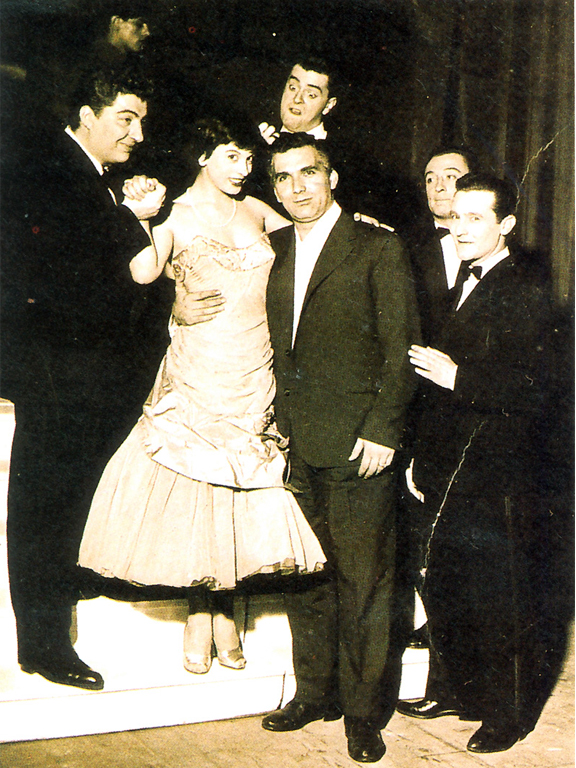
Gino Bramieri, Lisetta Nava, Elio Schiavoni e Raffaele Pisu.

Fu membro attivo dell’AGIS di cui divenne vice presidente.
Nel 1998 ricevette dal comune di Milano l’Ambrogino, attestato di civica benemerenza.
Nel 2008 riceve il premio speciale della Versiliana F.Martini per : "Il teatro ,Una vita".